# Roca Filanera (Cruïlles, Monells i Sant Sadurní de l'Heura)
La Roca Filanera és una muntanya de 333 metres que es troba als municipis de Cruïlles, Monells i Sant Sadurní de l'Heura, a la comarca catalana del Baix Empordà.